# Venskab over alle grænser
|  | Denne artikel er oprettet af botten Steenthbot ud fra en ekstern database. Den kan derfor have sproglige fejl eller mangler. Denne skabelon kan fjernes efter kontrol af indholdet. |

Venskab over alle grænser er en dansk dokumentarfilm fra 1985 instrueret af Anders Lykkeboe og Svend Erik Holst Jensen efter deres manuskript.

## Handling
Filmen om KFUM i Frederikshavn Lejren '85.